# 가입 해지율
가입 해지율는 기업으로부터 제품 구매 또는 서비스 사용을 중단하는 고객들의 비율이다. 기업의 성장 또는 감소에 대한 지표 중 하나로 사용된다.
고객 가입해지는 판매, 서비스, 마케팅, 고객 니즈에 더 잘 대응할수록 감소된다. 가입해지율은 제품 및 서비스의 사용이나 구매를 중단하는 고객의 수를 측정하는 것이다.
가입해지율은 기업의 고객 기반 성장이나 감소를 나타내는 중요한 지표이다. 고객 이탈을 방지하기 위한 전략으로는 리스크가 큰 고객을 조기에 식별하고, 그들이 서비스를 계속 사용하도록 적극적으로 개입하는 것이 중요하다.